# Symplocos zizyphoides
Symplocos zizyphoides är en tvåhjärtbladig växtart som beskrevs av Otto Stapf. Symplocos zizyphoides ingår i släktet Symplocos och familjen Symplocaceae. Inga underarter finns listade i Catalogue of Life.